# 名古屋市立梅森坂幼稚園
名古屋市立梅森坂幼稚園（なごやしりつ うめもりざかようちえん）は、愛知県名古屋市名東区梅森坂にある公立幼稚園である。

## 沿革
- 1977年（昭和52年）4月1日 - 名古屋市立梅森坂小学校内に5教室を借用し、5歳児学級1学級・4歳児学級2学級の計3学級の幼稚園として開設される[1]。
- 1978年（昭和53年）3月 - 独立園舎が完成し、使用開始[1]。
- 1995年（平成7年）4月 - 3歳児学級開設に伴い、1学級増級[1]。

### 歴代園長
括弧内は着任年月日。
1. 田中重元（1977年4月1日）[2]
2. 花井君江（1981年4月1日）[2]
3. 平井昭孝（1984年4月1日）[2]
4. 平井孔仁子（1988年4月1日）[2]
5. 山本静子（1991年4月1日）[2]
6. 桑名満洲雄（1993年4月1日）[2]
7. 山田初枝（1995年4月1日）[2]
8. 荒木純江（1996年4月1日）[2]
9. 高井直美（1998年4月1日）[2]
10. 高桑ちづ子（2000年4月1日）[2]

## 教育目標
教育目標として以下の3点を掲げ、その育成を目指している。
- 健康で明るく意欲的に生活する子供[3]
- 友達と仲よく力を合わせる子供[3]
- 豊かな感性をもち素直に表現する子供[3]

## 交通
- 名古屋市営バス 梅森坂・梅森荘各停留所より0.3km[4]